# Johann Arnold von Schönheim
Johann Arnold von Schönheim (* 4. März 1715 in Bonn; † 13. August 1789 in Köln) war Domherr in Köln und Offizial des Erzbistums Köln.
Er, dessen Großvater bereits kurkölnischer Staatssekretär war, studierte von 1733 bis 1737 in Rom und gehörte dem Kollegium Germanicum an. Seine Studien schloss er mit einem Dr. jur. ab. Als Kanoniker des Bonner Münsterstifts und Kanoniker zu Graurheindorf und Vilich wurde er am 16. März 1737 zum Diakon und am 1. März 1738 zum Priester geweiht. Seit dem 9. Januar 1743 Domherr in Köln, resignierte auf sein Kanonikat in Bonn. 1753 von Erzbischof Clemens August I. von Bayern zum Offizial des Erzbistums Köln ernannt, war er zugleich Präsident des geistlichen Hofgerichts. Noch vor dem 10. Mai 1787 trat er als Offizial zurück. Im Kölner Domkapitel war Schönheim, ein Mann mit Verstand, ein Gefolgsmann des Weihbischofs Franz Kaspar von Franken-Siersdorf. Er besaß die Herrschaft Metternich an der Swist.
siehe auch: Liste der Kölner Domherren
| Vorgänger                | Amt                       | Nachfolger                    |
| ------------------------ | ------------------------- | ----------------------------- |
| Tilmann Joseph Godesberg | Kölner Offizial 1753–1787 | Gerhard Joseph von Herresdorf |

| Personendaten    | Personendaten                                    |
| ---------------- | ------------------------------------------------ |
| NAME             | Schönheim, Johann Arnold von                     |
| KURZBESCHREIBUNG | Domherr in Köln und Offizial des Erzbistums Köln |
| GEBURTSDATUM     | 4. März 1715                                     |
| GEBURTSORT       | Bonn                                             |
| STERBEDATUM      | 13. August 1789                                  |
| STERBEORT        | Köln                                             |